# RTS 1 (Sénégal)
Pour les articles homonymes, voir RTS 1.
RTS 1 est la première chaîne de télévision généraliste publique sénégalaise.

## Histoire de la chaîne
En 1965, le Sénégal connait ses premières émissions de télévision nées d'un projet pilote soutenu par l’Unesco qui vise à éduquer et alphabétiser les populations adultes par la production d'émissions pédagogiques. Ces programmes s'arrêtent en 1972, un peu avant que les Jeux olympiques de Munich débutent. Cette frustration incite le gouvernement sénégalais à créer un organisme pour gérer la radio et la télévision. 
Ainsi, l'Office de radiodiffusion télévision du Sénégal (ORTS) est créé par la loi no 73-51 du 4 décembre 1973, opérant deux chaînes de radio et une chaîne de télévision nationale.
La loi no 92-02 du 6 janvier 1992 créé la Société nationale de Radiodiffusion télévision sénégalaise (RTS) qui remplace l'ORTS et change son statut d'établissement public à caractère administratif en société nationale. La chaîne de télévision nationale ORTS est alors rebaptisée RTS 1.

## Organisation

### Dirigeants
Directeurs de la télévision :
- Ousmane Cisse Madamel
- Djibril Ba
- Pathé Fall Dieye
- Sokhna Dieng
- Babacar Diagne
- Mactar Silla
- Ibrahima Ndiaye
- Daouda Ndiaye
- Oumar Seck
- Mamadou Baal
- Ibrahima Souleymane Ndiaye
- Racine Talla

L'actuel directeur de la RTS 1 se nomme Pape Alé NIANG depuis avril 2024.
Le directeur général de la télévision nationale est nommé par décret présidentiel.

## Programmes

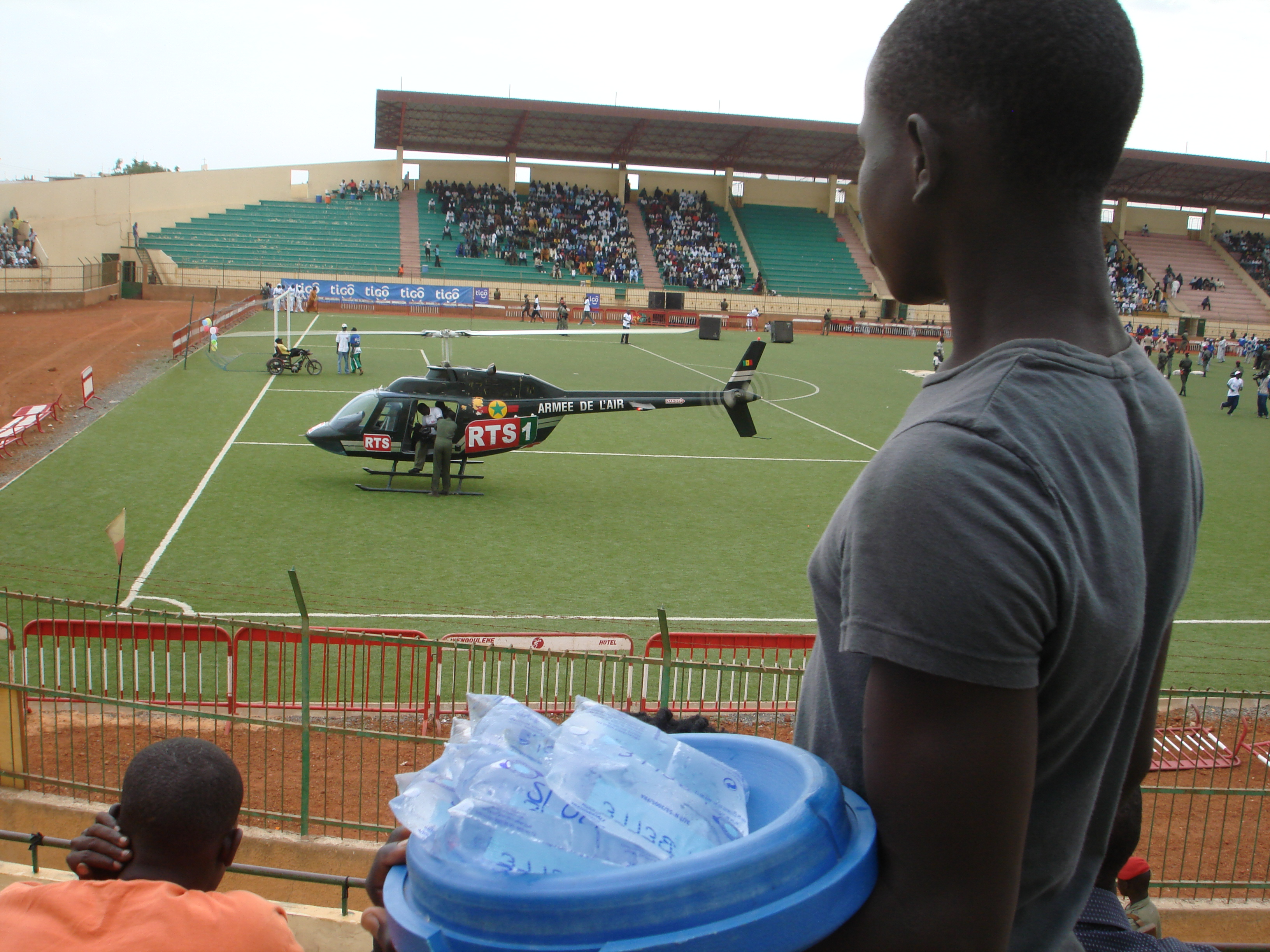
Présence de la RTS 1 au stade Demba Diop de Dakar à l'occasion d'un combat de lutte sénégalaise

Comme toute chaîne généraliste, RTS 1 propose de l'information, du sport, des divertissements, des magazines, des séries et des films.
Le journal télévisé de la mi-journée est diffusé chaque jour à 13 heures, le journal télévisé du soir est diffusé chaque jour à 20 heures.
La RTS étant partenaire de Canal France International, certains programmes de RTS 1 sont issus de la banque de programmes de CFI.

### Émissions
- Le Dimanche Soir : magazine de divertissement et d'information générale sous la forme d'un talk-show diffusé le dimanche à partir de 21h.
- Kinkelibaa : Émission matinale diffusé du lundi au vendredi à 06h30. A été primé plusieurs éditions d'affilée meilleure matinale du Sénégal
- Point de vue: Un entretien avec une personnalité politique ou de la société civile.Présenté par Oumar Gningue.
- Le point :
- Renni kom kom : Un magazine de l'agriculture présenté par Abdel Kader Diokhane.
- Galaxy Sport : Emission sportive diffusé
- Jeeg ak Keureum : Talk-show traitant de faits de société.
- Li ci biir sey : Emission sur les maux de la société sénégalaise avec très souvent des célébrités sénégalaises comme invités
- Den Koumpa :
- Xaima Xam Xam : Un magazine de jeux concours sur la connaissance du coran et des hadiths. Présenté par Oustaz Sylla
- Lis thé ratures : Émission sur l'univers littéraire sénégalais
- Promaleader :
- Takussan
- Bégleen : Divertissement avec des invités
- Tontou Bataaxal : Un magazine religieux avec des invités qui répondent aux courriers des téléspectateurs. Présenté par El Hadji Ousmane Gueye.
- Nit akh Mala: émission sur les animaux présentée par Amadou Thiam

### Séries
- Avenida Brazil : C'est l'histoire de la petite Rita, elle croit retrouver une vie de famille lorsque son père Genesio, un veuf aimé de tous, se remarie avec Carminha. Très vite, Rita comprendra que Carminha n'est pas celle qu'elle prétend être. Elle découvre que Max et Carminha sont amants, et que les deux complotent pour dépouiller son père.(Compilation)
- Mbettel : Une série dramatique sénégalaise qui met en scène l'amour, la trahison et la polygamie.

## Fréquences des chaînes sur le satellite
| CHAÎNE | SATELLITE    | POSITION     | FRÉQUENCE | POLARISATION | SYMBOL RATE | FEC | CODAGE            | MODULATION |  |
|        |              |              | (MHz)     |              | (KSPS)      |     |                   |            |  |
| RTS1   | INTELSAT 37e | 18 DEG OUEST | 4 094     | RIGHT        | 3906, 38305 | 3/4 | DVB S - MPEG2/SD  | QPSK       |  |
| RTS1   | EUTELSAT 7B  | 7 DEG EST    | 12 603,75 | HORIZONTAL   | 30 000      | 2/3 | DVB S2 - MPEG4/SD | 8PSK       |  |
| RTS1   | EUTELSAT 9B  | 9 DEG EST    | 11 880,92 | VERTICAL     | 27 500      | 2/3 | DVB S2 - MPEG4/SD | 8PSK       |  |
| RTS1   | EUTELSAT 16A | 16 DEG EST   | 10 977    | HORIZONTAL   | 30 000      | 3/4 | DVB S2 - MPEG2/SD | QPSK       |  |
| RTS1   | GALAXY 19    | 97 DEG OUEST | 11 867    | VERTICAL     | 22 000      | 3/4 | DVB S - MPEG2/SD  | QPSK       |  |
| RTS2   | EUTELSAT 9B  | 9 DEG EST    | 11 938,46 | HORIZONTAL   | 27 500      | 3/4 | DVB S2 - MPEG4/HD | 8PSK       |  |
| RTS2   | EUTELSAT 16A | 16 DEG EST   | 11 356,25 | HORIZONTAL   | 45 000      | 3/5 | DVB S2 - MPEG4/HD | 8PSK       |  |
|        | EUTELSAT 16A | 16 DEG EST   | 11 356,25 | HORIZONTAL   | 45 000      | 3/5 | DVB S2 - MPEG4/HD | 8PSK       |  |